# Fabio Valguarnera
Fabio Valguarnera (ur. 7 marca 1967 w Palermo) – włoski zapaśnik w stylu klasycznym i wolnym. Olimpijczyk z Seulu 1988, gdzie odpadł w eliminacjach w kategorii 130 kg stylu klasycznego. Piąty w mistrzostwach Europy w 1987. Złoty medal na igrzyskach śródziemnomorskich w 1987. Mistrz świata juniorów w 1984 roku.